# Delitzsch
 (mai 2012).
Améliorez-le ou discutez des points à vérifier. 
Delitzsch ([deːlɪtʃ ], de delc, sorabe pour «colline») est une grande ville d'arrondissement et également un important centre régional de Saxe. Avec plus de 25 276 habitants (2021), Delitzsch est la plus grande ville dans le quartier nord de la Saxe. La ville appartient à la région métropolitaine de Leipzig-Halle et fait partie de la grande région métropolitaine d'Allemagne centrale.

## Géographie

### Lieu
La ville de Delitzsch est située dans la partie nord-ouest du district au nord de la Saxe, à une altitude de 94 mètres d'altitude, 24 km nord de Leipzig et 28 km est de Halle (Saale). En raison de son emplacement directement sur la frontière de la Saxe-Anhalt, Delitzsch est la ville la plus septentrionale en Saxe. Elle est située au sud de l'ancienne région minière de Bitterfeld dont le lac minier résiduel de Goitzsche et le plus grand, au nord du Leipziger Land et au sud-ouest des landes de Bad Düben. La dernière ville, une station balnéaire importante, se trouve à 20  km à l'est de Delitzsch. Plus au sud, Le parc des expositions de Leipzig (Messe Leipzig) se trouve à 18 km au sud, l’aéroport de Leipzig/Halle à 16 km au sud-ouest.
La rivière principale qui traverse la ville est le Lober qui rejoigne le canal Lober-Leine au nord de Benndorf.

## Histoire
| Appartenances historiques Margraviat de Misnie 1166-1423 Électorat de Saxe 1423-1485 Duché de Saxe 1485-1547 Électorat de Saxe 1547-1656 Duché de Saxe-Mersebourg 1656–1738 Électorat de Saxe 1738–1806 Royaume de Saxe 1806–1815 Royaume de Prusse (Province de Saxe) 1815–1918 République de Weimar 1918–1933 Reich allemand 1933–1945 Allemagne occupée 1945–1949 Allemagne 1949–présent |

La ville a été fondée vers 1200 (selon les chroniques) et reçoit le statut de ville en 1300. Elle a été  envahie plusieurs fois, notamment par les tribus Slaves au Moyen Age et par les suédois lors de la guerre de Trente Ans (1618-1648). Pendant la Seconde Guerre mondiale, seul le bâtiment d’une gare est détruit, les dommages de guerre ont été très faibles par rapport aux autres villes..
En 1996 Delitzsch comptait plus de 27 000 habitants, mais le chômage important dont la région souffre depuis la réunification d'Allemagne a entraîné une émigration importante.

## Transports

### Routes
Les routes fédérales 183a et 184 traversent la ville. 
La route 184 fait son cours de la jonction Leipzig-Mitte de la route fédérale B2 et l'A14 au sud vers Heyrothsberge près de Magdebourg au nord. En raison de l'extraction du lignite au nord de la ville (dans les années 1960), la route a été déplacée de trois kilomètres vers l'ouest. Un nouvel itinéraire pour la route 184 qui contourne la ville à l'ouest est ouvert en 2008.
La route 183a mène de Brehna (jonction avec la route 100) au nord-ouest vers Wellaune (jonction avec la route 2) près de Bad Düben à l'est.

### Rail
Delitzsch possède deux gares, la «gare supérieure» de deux plates-formes sur la ligne Halle - Eilenburg ( - Cottbus)  et la «gare inférieure» à trois voies sur la ligne Leipzig - Bitterfeld ( - Berlin). Les deux stations se trouvent dans la zone tarifaire 165 du réseau régional de transports publics (Mitteldeutscher Verkehrsverbund, MDV). Depuis Décembre 2008, les deux gares sont desservies par les trains de Deutsche Bahn (DB) et Mitteldeutsche Regiobahn (MRB), en 2015 la gare supérieure est desservie par Abellio. Delitzsch est accessible par les trains régionaux, connexions aux trains à grande distance existent à Leipzig et Halle.
Depuis l’ouverture du City-Tunnel Leipzig, les gares sont devenues arrêts de la S-Bahn d'Allemagne centrale (la gare inférieure en 2013, la gare supérieure en 2017). 

### Aviation
L'aéroport de Leipzig/Halle est situé au sud-ouest de Delitzsch, près de la jonction des autoroutes de Schkeuditz. Il sert comme aéroport international pour la région de  Leipzig et Halle et est accessible sur la route aussi que par des trains régionaux et à grande distance (depuis Delitzsch, avec un changement à Halle ou Leipzig). 

## Arts et culture
- Château baroque avec jardin de plaisance, anciennement la résidence des veuves des ducs de Saxe-Merseburg
- Jardins des chenils, espaces verts entre les murs de la ville et les douves (rouvert depuis 2010 )
- Fortifications du 14e et 15e siècle avec deux tours, le mur de défense et un fossé rempli d'eau
- Jardin des roses
- Église Saint-Pierre et Paul, église en briques du XVe siècle avec autel remarquable
- Mémorial pour Hermann Schulze-Delitzsch
- Maison du bourreau dans lequel vivait depuis 1619 le bourreau responsable de Delitzsch
- Maison du greffier municipal, ancienne résidence et le lieu de travail de la secrétaire de mairie, maintenant une galerie
- Parc municipal avec bassin
- jardin zoologique

## Personnages liées à la ville

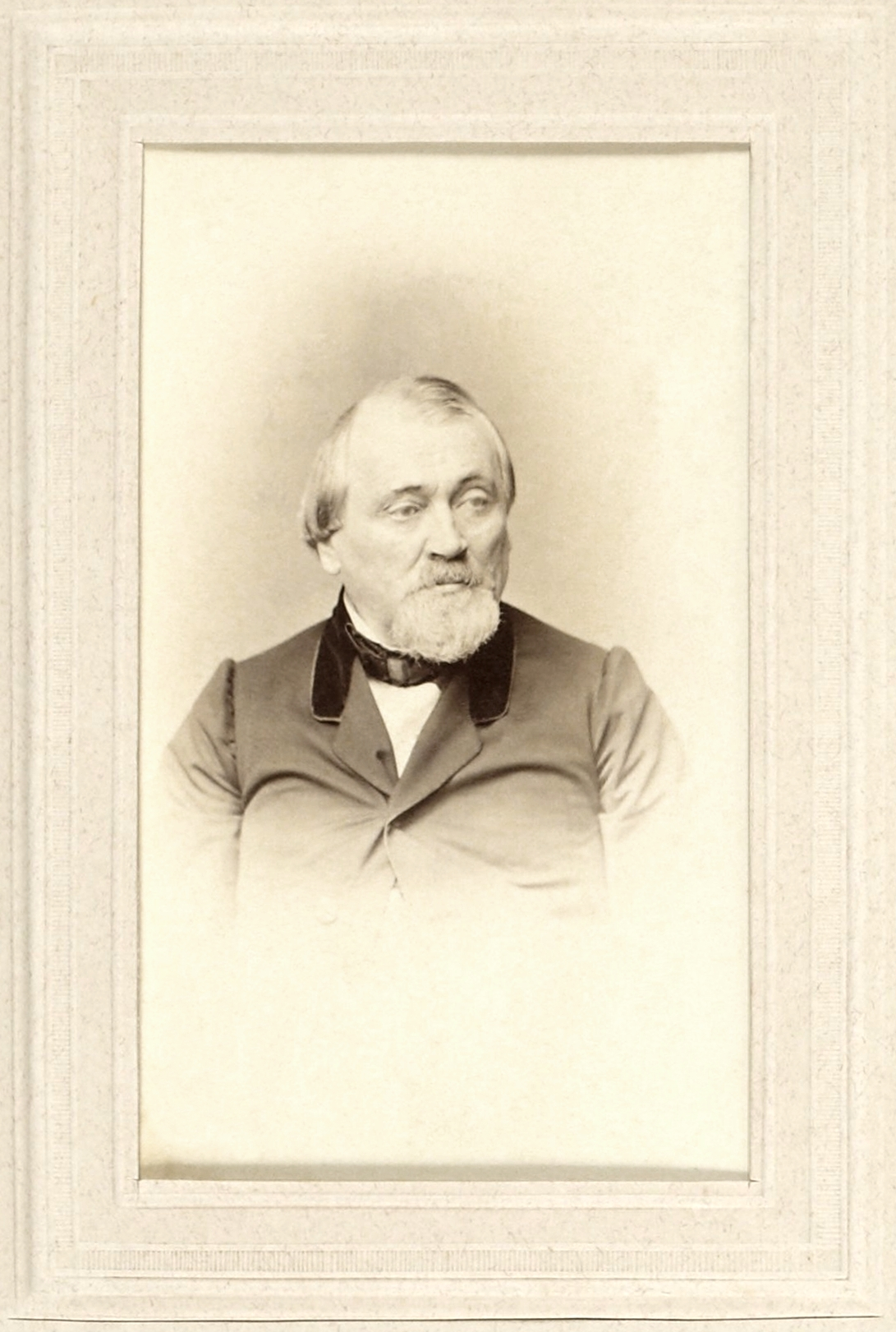
Hermann Schulze-Delitzsch

- Hermann Schulze-Delitzsch (1808–1883), avocat, homme politique et fondateur d’une coopérative
- Christian Gottfried Ehrenberg  (1795–1876), biologiste et collaborateur d'Alexander von Humboldt
- Paul Fürbringer (1849-1930), médecin
- Walter Tiemann (1876-1951), graphiste et typographe
- Anna Zammert (1898-1982), femme politique et syndicaliste